# Platysaurus mitchelli
Espèce
Platysaurus mitchelli est une espèce de sauriens de la famille des Cordylidae.

## Répartition
Cette espèce est endémique du Malawi.

## Étymologie
Cette espèce est nommée en l'honneur de Bernard Lindley Mitchell du Department of Game, Fish and Tsetse Control.

## Publication originale
- Loveridge, 1953 : Zoological Results of a fifth expedition to East Africa. III. Reptiles from Nyasaland and Tete. Bulletin of the Museum of Comparative Zoology at Harvard College, vol. 110, n. 3, p. 142-322 (texte intégral).